# ریکییا اوهارا
ریکییا اوهارا (انگلیسی: Rikiya Uehara؛ زادهٔ ۲۵ اوت ۱۹۹۶) بازیکن فوتبال اهل ژاپن است.
از باشگاه‌هایی که در آن بازی کرده‌است می‌توان به باشگاه فوتبال جوبیلو ایواتا اشاره کرد.